# Łypky (obwód chmielnicki)
Łypky (ukr. Липки) – wieś na Ukrainie, w obwodzie chmielnickim, w rejonie chmielnickim, w hromadzie Stara Sieniawa. W 2001 liczyła 316 mieszkańców.